# Agapornis fischeri
O inseparável-alaranjado (Agapornis fischeri) é uma pequena espécie de ave da família dos psitaculídeos pertencente ao género Agapornis, nome pelo qual estas aves também são popularmente conhecidas. Possui a cabeça laranja ou avermelhada, o peito amarelado ou alaranjado e o resto do corpo verde com o início do rabo azul, além de ter o círculo branco em volta do olho, comum em outras espécies de agapornis. São endêmicos da Tanzânia e geralmente tem 14 a 15 centímetros de comprimento. Vivem em regiões secas relativamente arborizadas, em pequenos bandos. São aves extremamente territorialistas. Receberam o nome específico de Fischer por terem sido listados pela primeira vez pelo explorador alemão Gustav Fischer no final do século XIX.
No Brasil o nome comum da espécie é agapornis fischer, sendo similar ao nome binominal em latim da espécie Agapornis Fischeri, cuja única diferença entre ambos é apenas na letra i do final.

## Informação da ave
Os inseparáveis-alaranjados precisam de uma gaiola espaçosa, o aconselhável é 1m x 1m, sendo que não pode ser uma gaiola redonda; uma vez que caso a ave se sinta ameaçada, não vai ter o recuo que uma gaiola quadrilátera teria para tentar se defender. Seus bicos,  grandes e feitos de queratina, crescem constantemente e eles estão sempre querendo mastigar algo para afiar o bico. Brinquedos coloridos e madeira são os mordedores prediletos dos agapornis. Estas aves são bastante curiosas, e tendem a bicar tudo o que vê pela frente, eventualmente podendo destruir mobílias e outros objetos.
Outro fator importante é que estas aves não podem viver só; caso se sintam só, tendem a ficar triste e eventualmente morrem. É aconselhável que se tenha no mínimo duas aves, ou que o dono tenha bastante tempo para dar atenção à ave. A alimentação deles é variada, sendo que eles podem se alimentar de frutas, verduras exceto as verde-claras e grãos principalmente. Considera-se também suplementos alimentares e vitamínicos à venda em casas do ramo ou em pet shops. São aves que gostam de se lavar diariamente, requerendo uma banheira de 20 cm de tamanho. A espécie geralmente gosta de tomar sol após o banho, fator importante para eles secarem mais rapidamente.

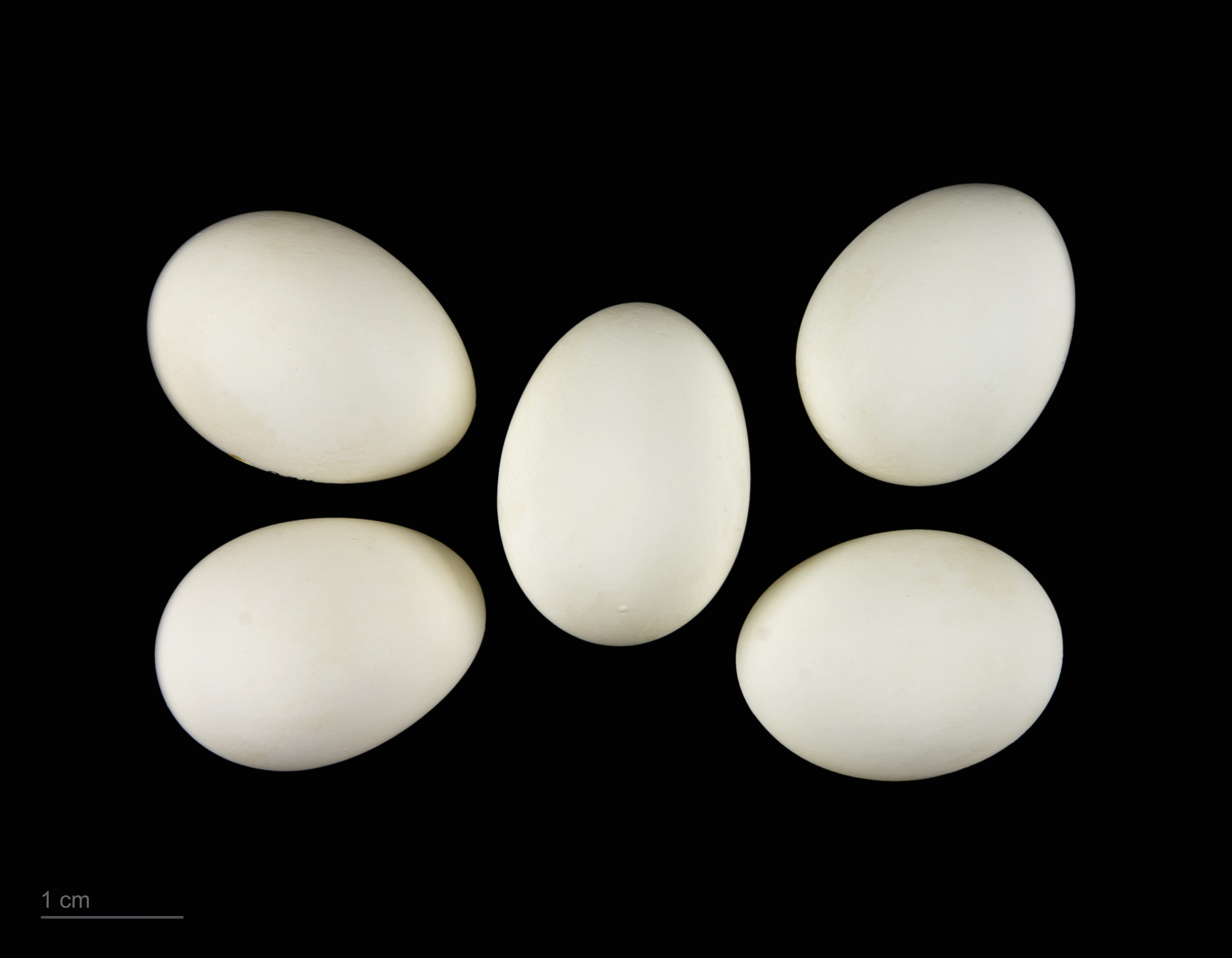
Agapornis fischeri - MHNT

## Dimorfismo Sexual
Os inseparáveis-alaranjados não possuem dimorfismo sexual. O sexo destas aves só é possível de determinar com precisão através de exames de DNA.